# 普兹
普兹（法語：Pouze，法語發音：[puz]）是法国上加龙省的一个市镇，属于图卢兹区。

## 地理
普兹（43°26'4"N, 1°31'35"E）面积3.82 平方千米，位于法国奧克西塔尼大區上加龙省，该省份为法国西南部内陆省份，西南端与西班牙接壤，自此顺时针与上比利牛斯省、热尔省、塔恩-加龙省、塔恩省、奥德省和阿列日省接壤。
与普兹接壤的市镇（或旧市镇、城区）包括：蒙布兰洛拉盖、贝尔贝兹德洛拉盖、伊叙、蒙日斯卡尔、努埃耶、圣莱昂。

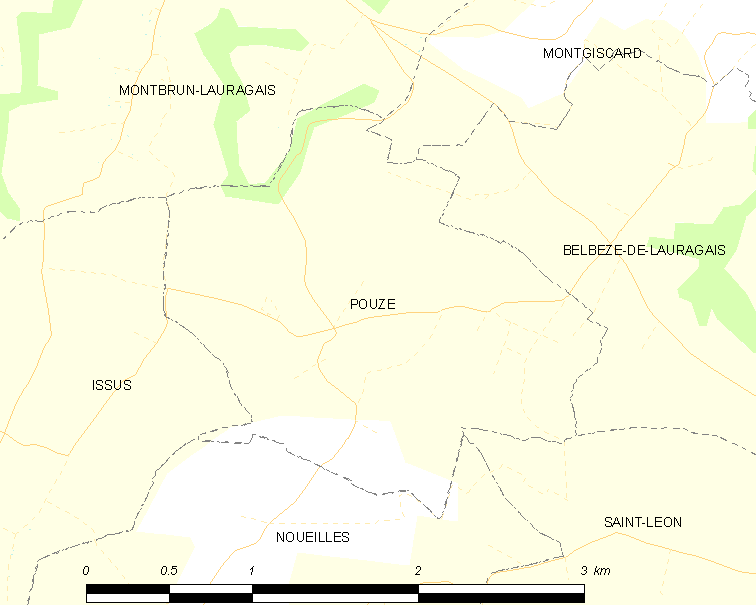
普兹的OSM定位图

普兹的时区为UTC+01:00、UTC+02:00（夏令时）。

## 行政
普兹的邮政编码为31450，INSEE市镇编码为31437。

## 政治
普兹所属的省级选区为埃斯卡尔康斯县。

## 人口

1962-2008年间普兹人口变化图示

普兹于2022年1月1日时的人口数量为87人。